# Сербішино
Сербі́шино (рос. Сербишино) — присілок у складі Нев'янського міського округу Свердловської області.
Населення — 44 особи (2010, 56 у 2002).
Національний склад станом на 2002 рік: росіяни — 91 %.